# キリスト教番組の一覧
キリスト教番組の一覧はキリスト教の宣教と教化を目的として放送されているラジオ・テレビ番組（インターネット放送も含む）の一覧である。終了した番組も含める。

## 一覧

### あ行
- アンデスの声
- 荒野の声
- FEBC
- オーラル・ロバーツ・クルセード（日本アッセンブリーズ・オブ・ゴッド教団、ペンテコステ派のオーラル・ロバーツ牧師（1918-2009）が司会で1961年頃にNETテレビ（現：テレビ朝日）ほかで放送されたキリスト教伝道番組）

### か行
- カルバリー・チャペル・アワー
- 希望の灯(天利信司)
- キリストへの時間
- 心のともしび
- ゴスペルアワー(小岩栄光キリスト教会)

### さ行
- 聖書の話

### な行
- ノック・ノック・ヤング（太平洋放送協会製作、1960年～1970年代に放送された「世の光」の姉妹番組）[1]

### は行
- バチカン放送
- BBN聖書放送(Bible Broadcasting Network)
- 平和の鐘（国際基督教団、1950年代～1960年代中盤頃にテレビ版とラジオ版を放送）

### ま行
- まことの救い(日本福音宣教会)
- メイドインクリスチャン

### や行
- 世の光（太平洋放送協会）

### ら行
- ライフ・ライン(太平洋放送協会)